# Yuko Oga
Yuko Oga (17 de outubro de 1982) é uma basquetebolista profissional japonesa.

## Carreira
Yuko Oga integrou a Seleção Japonesa de Basquetebol Feminino, em Atenas 2004, que terminou na décima posição.